# だいわ文庫
だいわ文庫（だいわぶんこ）は、株式会社大和書房が発行している文庫レーベル。

## 沿革と概要
講談社+α文庫を創刊した経験のある古屋信吾によって、2006年（平成18年）2月8日に創刊された。毎月10日に数点ずつ刊行されている。
大和書房から発行された単行本の文庫化の他に、文庫書き下ろしが収録されている。創刊ラインナップは、唯川恵『愛がなくてははじまらない。』、本田健『ユダヤ人大富豪の教え 幸せな金持ちになる17の秘訣』、齋藤孝『天才の読み方 究極の元気術』、佐伯チズ『35歳からの美肌カウンセリング』、池上彰『これで世の中わかる！ニュースの基礎の基礎』、寺島靖国『Jazzピアノ・トリオ名盤500』、有森隆＋グループK『秘史「乗っ取り屋」 暗黒の経済戦争』、大島みち子＋河野実『愛と死をみつめて ある純愛の記録』、蔡志忠作画・玄侑宗久監訳『マンガ仏教入門 仏陀、かく語りき』、河合隼雄『対話する生と死 ユング心理学の視点』の10点。
健康・医学・ダイエット・美容・料理（fitness / A）、心理・宗教・哲学・精神医学（mind / B）、脳・サイエンス・精神世界（brain / C）、人生・生き方（life / D）、日本語・英語・雑学（wisdom / E）、音楽・映画・芸能・趣味（joy / F）、ビジネス・仕事（success / G）、歴史・人物（human / H）、小説（fiction / I）、ビジュアル（visual / J）のジャンルを扱っており、カバーの背中にアルファベット記号が付されている。ジャンルの1つである〈ビジュアル〉は、2014年4月に登場したもので、ビジュアルだいわ文庫として展開している。フォーマットデザインは、鈴木成一デザイン室が手がけている。